# Clubiona pseudoneglecta
Clubiona pseudoneglecta là một loài nhện trong họ Clubionidae.
Loài này thuộc chi Clubiona. Clubiona pseudoneglecta được Jörg Wunderlich miêu tả năm 1994.